# Euagrus rothi
Euagrus rothi är en spindelart som beskrevs av Coyle 1988. Euagrus rothi ingår i släktet Euagrus och familjen Dipluridae. Inga underarter finns listade i Catalogue of Life.